# 死との約束
『死との約束』（しとのやくそく、原題：Appointment with Death）は、イギリスの小説家アガサ・クリスティが1938年に発表した長編推理小説である。
エルキュール・ポアロシリーズの作品のひとつであるとともに、中近東シリーズの長編第3作である。
エルサレムを訪れたポアロが耳にしたのは、「いいかい、彼女を殺してしまわなきゃいけないんだよ」という男女の囁きだった。やがて、ヨルダンの古都ペトラを舞台に殺人事件が起こる。
物語は2部構成で、第一部は殺人が起こるまで、第二部でその後の顛末が描かれる。ポアロが登場するのは（プロローグと）第二部のみである。

## あらすじ
小説は、サラ・キングとジェラール医師の視点を通して、一家と被害者が紹介され、一家の行動について話し合われるところから始まる。ボイントン夫人は以前刑務所の所長という職業であったせいか、サディスティックで支配的である。サラは彼女の息子レイモンド・ボイントンに惹かれ、ジェファーソン・コープは友人のナディーン・ボイントンを夫のレノックス・ボイントンや義母の影響から引き離したいと思っている。若いボイントン夫妻を自由にしたいという願いを阻止されたサラは、ボイントン夫人に詰め寄るが、夫人は「私は、行動も名前も顔も、何も忘れたことはない。」という奇妙な脅しをかける。一行がペトラに着くと、ボイントン夫人は珍しく家族を一時的に遠ざける。その後、彼女は手首に針を刺された死体で発見される。
ポアロは、容疑者から話を聞くだけで、24時間以内に謎を解くことができると主張する。彼は聞き込みをしながらタイムラインを書いていくが、サラ・キングが推定した死亡時刻は、何人かの家族が被害者を最後に見た時刻よりもかなり前だった。注目されるのは、ジェラード医師のテントから盗まれ、後にすり替えられたと思われる注射器である。被害者に投与された毒はジギトキシンと思われ、彼女は生前に薬としてそれを服用していた。
ポアロは会議を招集し、家族それぞれがボイントン夫人の死を発見し、互いに他の家族を疑いながらも黙っていたと指摘する。しかし彼ら家族は彼女が服用していた薬を過剰摂取させることができたはずだから、わざわざ注射器で殺す必要はなかったはずだ。このことから、容疑者は部外者の一人に絞られる。
犯人はウエストホルム卿夫人で、彼女は結婚前、被害者がかつて所長を務めていた刑務所に収監されていたことが明らかになる。ボイントン夫人があの奇妙な脅しをかけたのは、サラに対してではなく、その後ろに立っていた彼女に対してだった。彼女は、ボイントン夫人が自分の犯罪歴を暴露し、政治家としてのキャリアを崩壊させることを恐れた。アラブ人の使用人に変装して殺人を犯し、アマベル・ピアスの暗示力に頼って、自分が殺人に関与したことを隠す2つのミスディレクションを仕掛けたのだ。隣室からポアロの話を盗み聞きしていたウェストホルム夫人は、自分の犯行が世間に明らかにされようとしていることを耳にし、持っていた拳銃で自殺する。ようやく自由の身となった一家は、幸せな生活を始める：サラはレイモンドと結婚、キャロルはジェファーソンと結婚、ジネヴラは舞台女優として成功し、ジェラード医師と結婚する。

## 登場人物
- エルキュール・ポアロ
- ボイントン夫人 - 金持ちの老婦人
原作では名前が明記されていない。下記の映画版においてはエミリー・ボイントンと呼称される。
- レノックス・ボイントン - ボイントン夫人の長男
- ネイディーン・ボイントン - レノックスの妻
- レイモンド・ボイントン - ボイントン夫人の次男
- キャロル・ボイントン - ボイントン夫人の長女
- ジネヴラ・ボイントン - ボイントン夫人の次女
- ジェファーソン・コープ - アメリカ人、ネイディーンの友人
- サラ・キング - 女医
- テオドール・ジェラール - フランス人、心理学者
- ウエストホルム卿夫人 - 下院議員
- アマベル・ピアス - 保母
- カーバリ大佐 - アンマン警察署長、ポアロの旧友

## 日本語訳
本作品は、早川書房の日本語版翻訳権独占作品となっている。
| 出版年         | タイトル   | 出版社   | 文庫名                        | 訳者   | 巻末                                            | ページ数 | ISBNコード     | カバーデザイン  | 備考 |
| -------------- | ---------- | -------- | ----------------------------- | ------ | ----------------------------------------------- | -------- | -------------- | --------------- | ---- |
| 1957年 7月31日 | 死との約束 | 早川書房 | 世界探偵小説全集343           | 高橋豊 |                                                 | 218      |                |                 |      |
| 1978年 5月31日 | 死との約束 | 早川書房 | ハヤカワ・ミステリ文庫 HM1-33 | 高橋豊 |                                                 | 311      | 4-15-070033-8  | 真鍋博          |      |
| 2004年 5月14日 | 死との約束 | 早川書房 | ハヤカワ・クリスティー文庫 16 | 高橋豊 | 「だって、彼女は殺されるんでしょ？」 東野さやか | 384      | 978-4151300165 | Hayakawa Design |      |

## 翻案作品

### 演劇
- 1945年に "Appointment with Death" の題名でクリスティ自身が戯曲化した。ポアロは登場せず、また結末が原作とは異なる。国内では論創社から刊行された『十人の小さなインディアン』に収録されている。

### 映画
- 1988年に『死海殺人事件』の題で映画化された。マイケル・ウィナー監督、ピーター・ユスティノフ主演。

### テレビドラマ
名探偵ポワロ『死との約束』
シーズン11 エピソード4（通算第61話）  イギリス2009年放送
シリアの発掘現場が舞台になっており、登場人物の一部やその経歴、殺人の動機や方法、結末など随所が原作から変更されている。
- エルキュール・ポワロ: デヴィッド・スーシェ
- ボイントン卿: ティム・カリー
- ボイントン夫人: シェリル・キャンベル
- サラ・キング: クリスティーナ・コール
- レイモンド・ボイントン: トム・ライリー
- ジニー・ボイントン: ゾーイ・ボイル
- レナード・ボイントン: マーク・ゲイティス
- キャロル・ボイントン: エマ・カニフェ
- テオドール・ジェラール: ジョン・ハナー
- セリア・ウェストホルム卿夫人: エリザベス・マクガヴァン

スペシャルドラマ『死との約束』
 日本2021年放送
名探偵 勝呂武尊シリーズ第3弾としてフジテレビで放送された。三谷幸喜脚本。ポアロにあたる勝呂武尊（すぐろ たける）を野村萬斎が演じた。

### ラジオドラマ
- ラジオドラマが、BBC Radio 4で放送されている。